# 重慶工商大学駅
重慶工商大学駅（じゅうけいこうしょうだいがくえき、中文表記: 重庆工商大学站）は、中華人民共和国重慶市南岸区に位置する重慶軌道交通3号線の駅である。駅番号は3/13。

## 駅構造
- 相対式ホーム2面2線を有する高架駅。

## 歴史
- 2011年12月30日 - 「五公里駅」として開業。
- 2019年12月1日 - 現在の駅名に改称される[1]。

## 隣の駅
重慶軌道交通
■3号線
六公里駅(3/12)  - 重慶工商大学駅(3/13)  - 四公里駅(3/14)